# Sparit

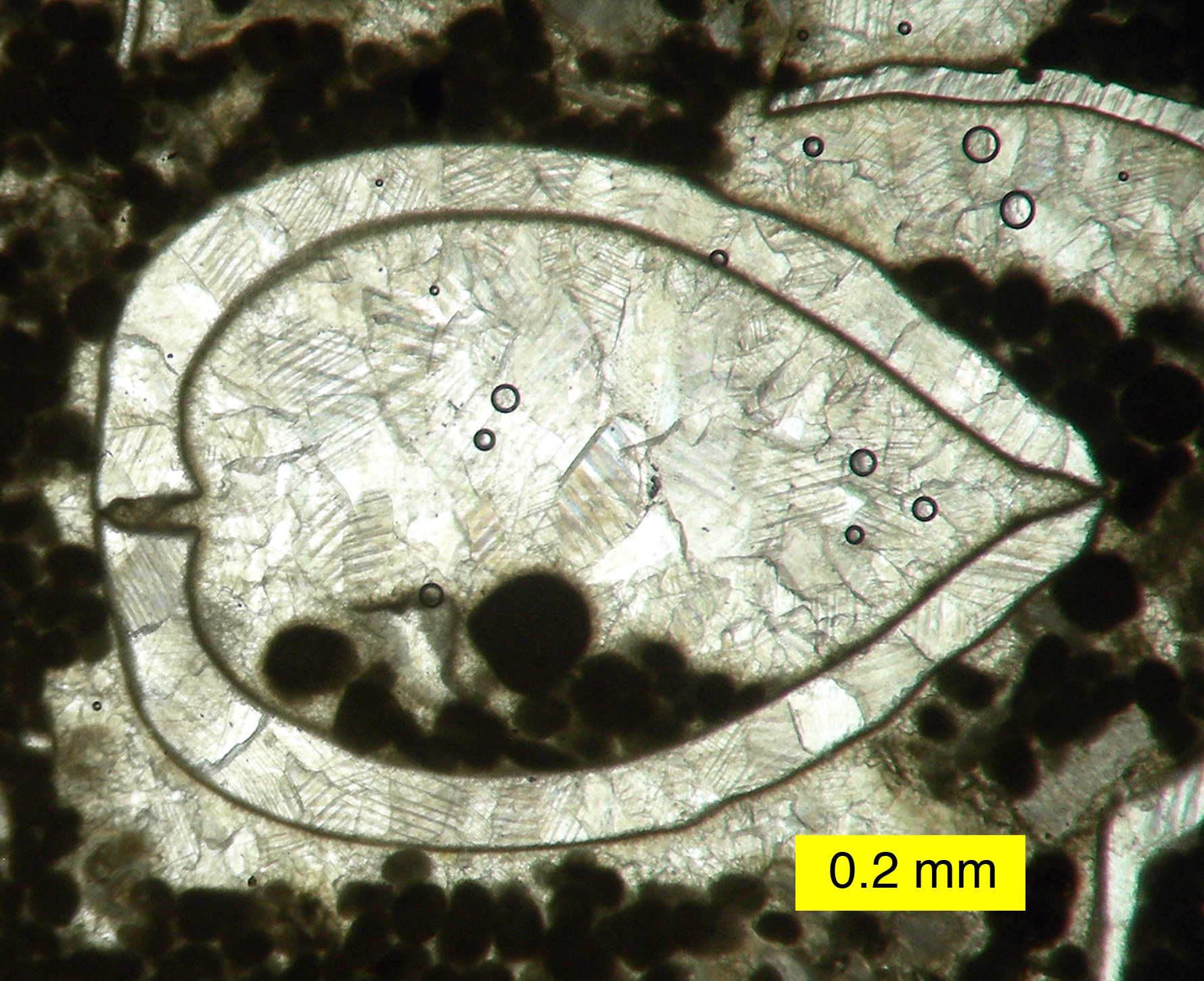
Ein Biopelsparit, d. h. ein sparitischer Kalkstein mit Bioklasten und Peloiden als Hauptkomponenten, im Dünnschliff. Während die mikritischen Peloide dunkel erscheinen, ist der sparitische Zement durchscheinend und entsprechend hell.

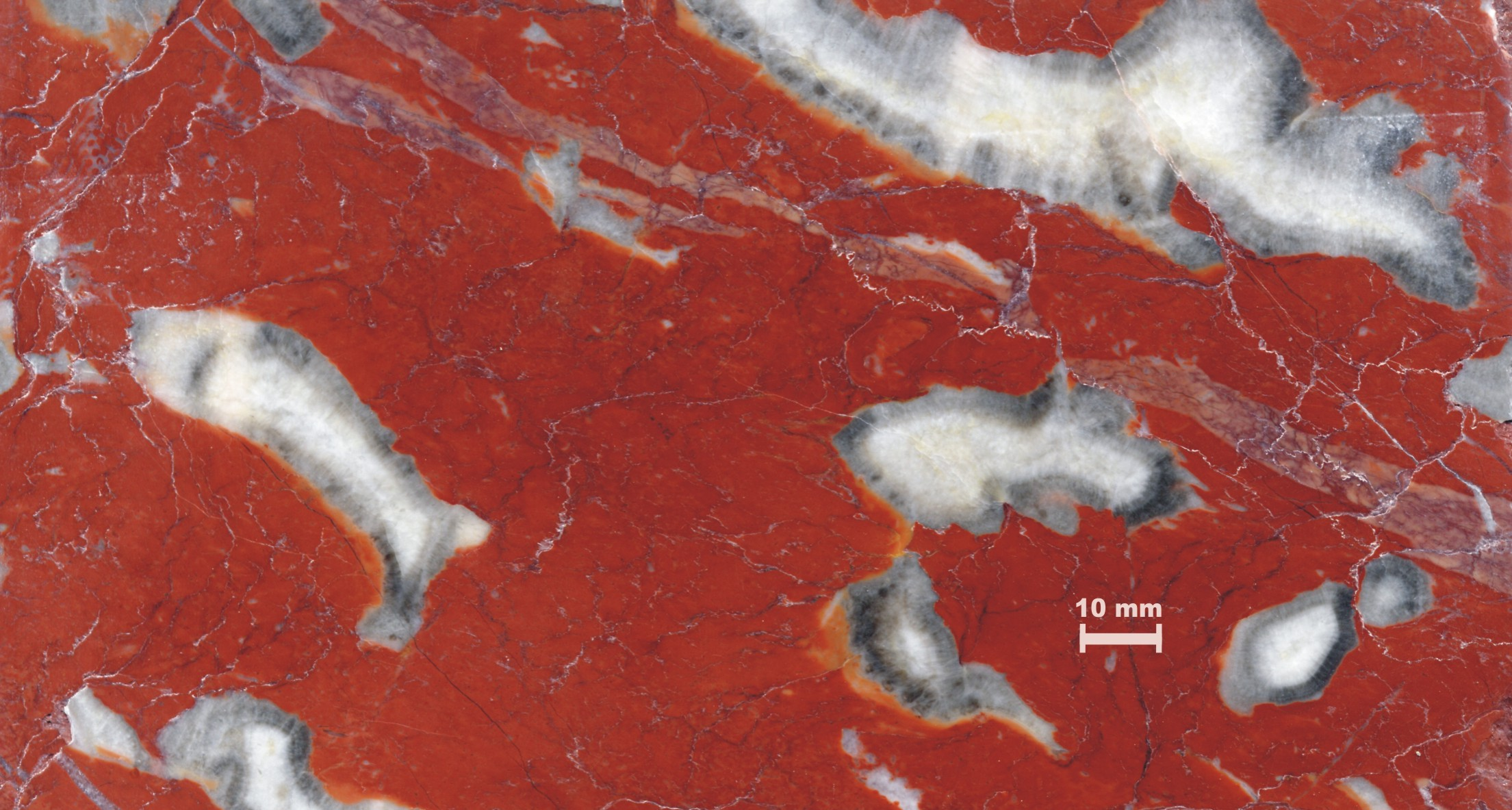
Konzentrische sparitische Hohlraumfüllungen (weiß, grau) in einem polierten Anschliff eines devonischen Karbonatgesteins aus dem Zentralmassiv (Frankreich)

Sparit (von engl.: sparry calcite ‚spätiger Kalzit‘) ist fein- bis kleinkristalliner kalzitischer Zement, der infolge der Ausfällung aus einer Porenlösung die Zwischenräume zwischen den grobkörnigen Bestandteilen (Komponenten) eines Kalksteins ausfüllt. Oft bewirken die Spaltflächen der Sparitkristalle bei entsprechenden Gesteinen ein Glitzern auf frischen Bruchflächen.

## Allgemeines
Die Mindestgröße von Sparitkristallen ist mit 4 µm festgelegt, da unterhalb dieser Größe eine klare Unterscheidung von diagenetischen Bildungen und den feinkörnigsten unter den primären karbonatischen Sedimentpartikeln der sogenannten Matrix (siehe → Mikrit) nur schwer möglich ist. Zusammen mit allen Partikeln der Matrix (< 63 µm) bildet Sparit die Grundmasse eines Kalksteins. Ob jedoch überhaupt Sparit in der Grundmasse vorhanden ist, hängt davon ab, wie hoch das Verhältnis von Matrix zu den gröberen Primärbestandteilen, den Komponenten (> 63 mm), ist, denn dieses hat Einfluss auf die Größe des Porenraumes. Ein hoher Anteil an Komponenten und ein geringer Anteil an Matrix haben ein großes Porenvolumen zur Folge. Ein hohes Porenvolumen ermöglicht einerseits die freie Zirkulation von Lösungen im Sediment, aus denen sparitischer Zement ausfallen kann, und bietet andererseits überhaupt erst Platz für die Ausfällung von Zement. Kalksteine mit hohem Anteil an besonders feinkörniger Matrix und geringem Anteil an Komponenten weisen daher in der Regel keinen oder einen nur geringen Anteil an sparitischem Zement auf. 
Sparit muss jedoch nicht zwangsläufig als primärer Zement ausgefallen sein. Besonders bei geologisch älteren und stark diagenetisch überprägten Kalksteinen ist Sparit nicht selten das Ergebnis einer Rekristallisation der ursprünglich mikritischen Matrix. In diesen Fällen spricht man auch von Pseudosparit.

## Karbonatklassifikation nach Folk
Kalksteine, deren Grundmasse überwiegend aus Sparit-Kristallen besteht, werden in der Karbonatklassifikation nach Folk (1962) Sparite genannt. Die weitere Benennung richtet sich nach der Art der gröberen Bestandteile (Komponenten) des Gesteins: Intrasparite bestehen zum Großteil aus Klasten, Oosparite aus Ooiden, Biosparite aus biogenen Komponenten wie Brachiopoden- oder Muschelschalen. Pelsparite und Onkosparite enthalten vor allem Peloide bzw. Onkoide als Komponenten. Weist das Gestein zwei Arten von Hauptkomponenten auf, sind auch Kombinationen wie Intrabiosparit möglich.